# John Narborough
Sir John Narborough (* 1640; † Mai 1688 auf See) war englischer Marinebefehlshaber im 17. Jahrhundert, der sich vor allem während der englisch-niederländischen Seekriege und im Kampf gegen nordafrikanische Piraten hervortat. Er stammte aus einer alten englischen Familie aus Norfolk.

## Leben

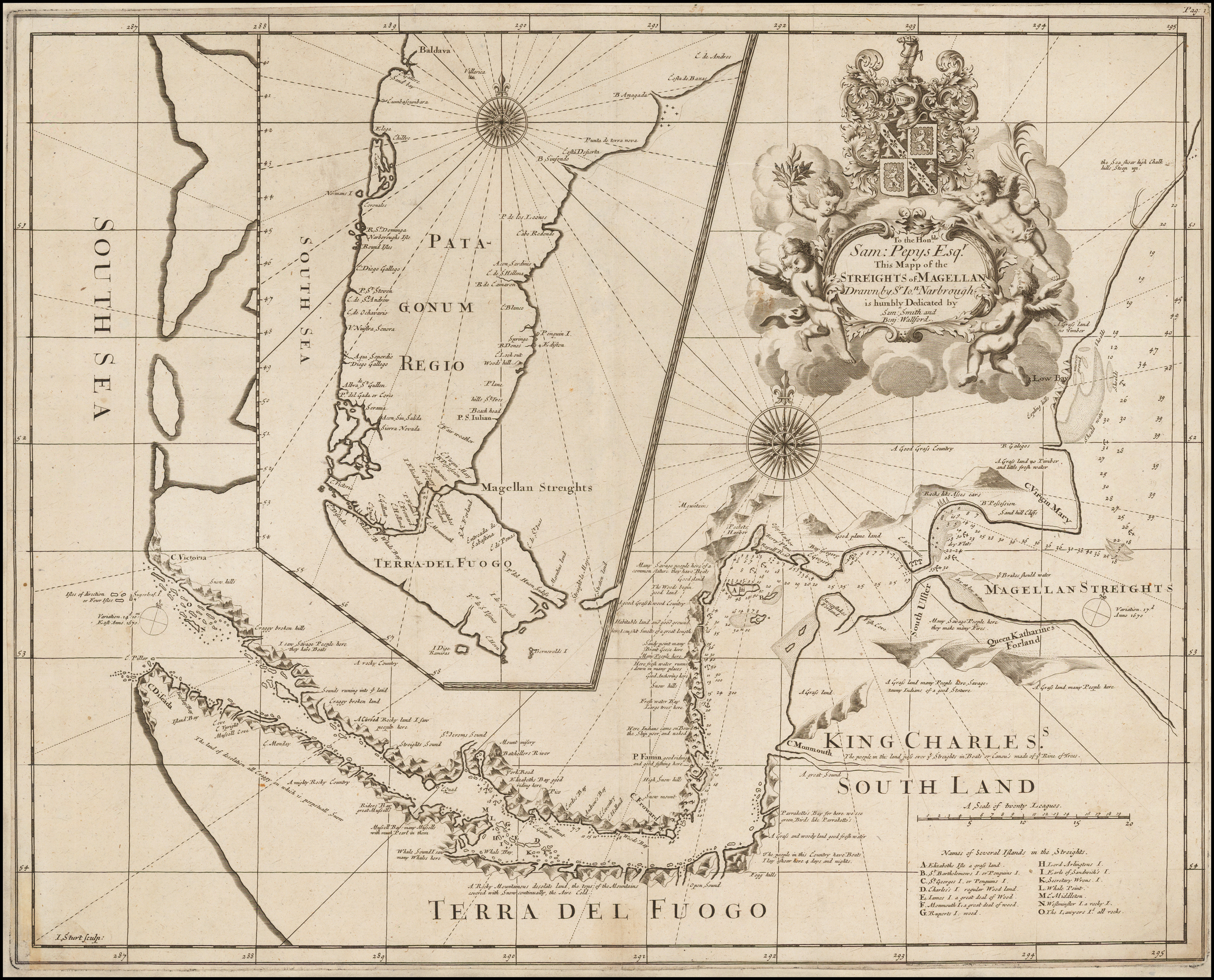
Karte der Magellanstraße von John Narborough, 1994

Im Jahr 1664 wurde Narborough Offizier in der Royal Navy. Nachdem er sich während des Zweiten Englisch-Niederländischen Seekriegs (1665–1667) bei einem Seegefecht gegen die Niederländer vor den Downs im Juni 1666 besonders ausgezeichnet hatte, wurde er im selben Jahr zum Kapitänleutnant befördert.
Nach dem Friedensschluss wurde er Kapitän einer Forschungsmission in die Südsee unter Carlos Enriques Clerque, angeblich der Sohn einer Elsässerin namens Ana Clerque und von Ruprecht von der Pfalz. Er sollte in Spanisch-Amerika Handelskontakte herstellen und dort, wenn möglich, kolonisieren. Scheinbar hatte der Duke of York eine größere Aktion geplant, die sich aber nicht finanzieren ließ. Seine Schiffe, der 300-Tonner Sweepstakes aus der königlichen Flotte und die Bachelour mit 70 Tonnen, die Clerque und dem Portugiesen António Luís de Meneses, 1. Marquês de Marialva gehörte., verließen Deptford am 26. November 1669. Der Mannschaft hatte man erzählt, die Fahrt gehe nach Barbados, als das wahre Ziel enthüllt wurde, kam es fast zu einer Meuterei. Am 25. März 1670 landete die Sweepstakes in Puerto Deseado im heutigen Argentinien und Narborough nahm das Land für Karl II. in Besitz. Die Engländer überwinterten in Puerto San Julián, am 16. September 1670, erreichten sie die Magellanstraße und am 5. Dezember den Pazifik. Der Batchelour gelang die Passage nicht, und sie kehrte nach England zurück.
In Valdivia im Süden Chiles versuchte Narborough am 15. Dezember 1670, Handelsbeziehungen zu den Mapuche anzuknüpfen. Nach Konflikten mit den Spaniern ließ er Enriques Clerque und vier andere Besatzungsmitglieder, Thomas Arminger, John Fortescue, Hugh Coe und den Dolmetscher Tomás de la Iglesia in Valdivia zurück und segelte am 23. Dezember 1670 nach Hause. Er kam im Juni 1671 wieder in England an. Ein Bericht seiner Expedition erschien 1694 in London unter dem Titel An Account of several late Voyages and Discoveries to the South and North. Carlos Clerque und die anderen wurden am 23. April 1671 nach Lima gebracht, 1682 vor Gericht gestellt und zumindest Clerque als Pirat hingerichtet, einer der anderen Männer scheint in der Gefangenschaft gestorben zu sein.

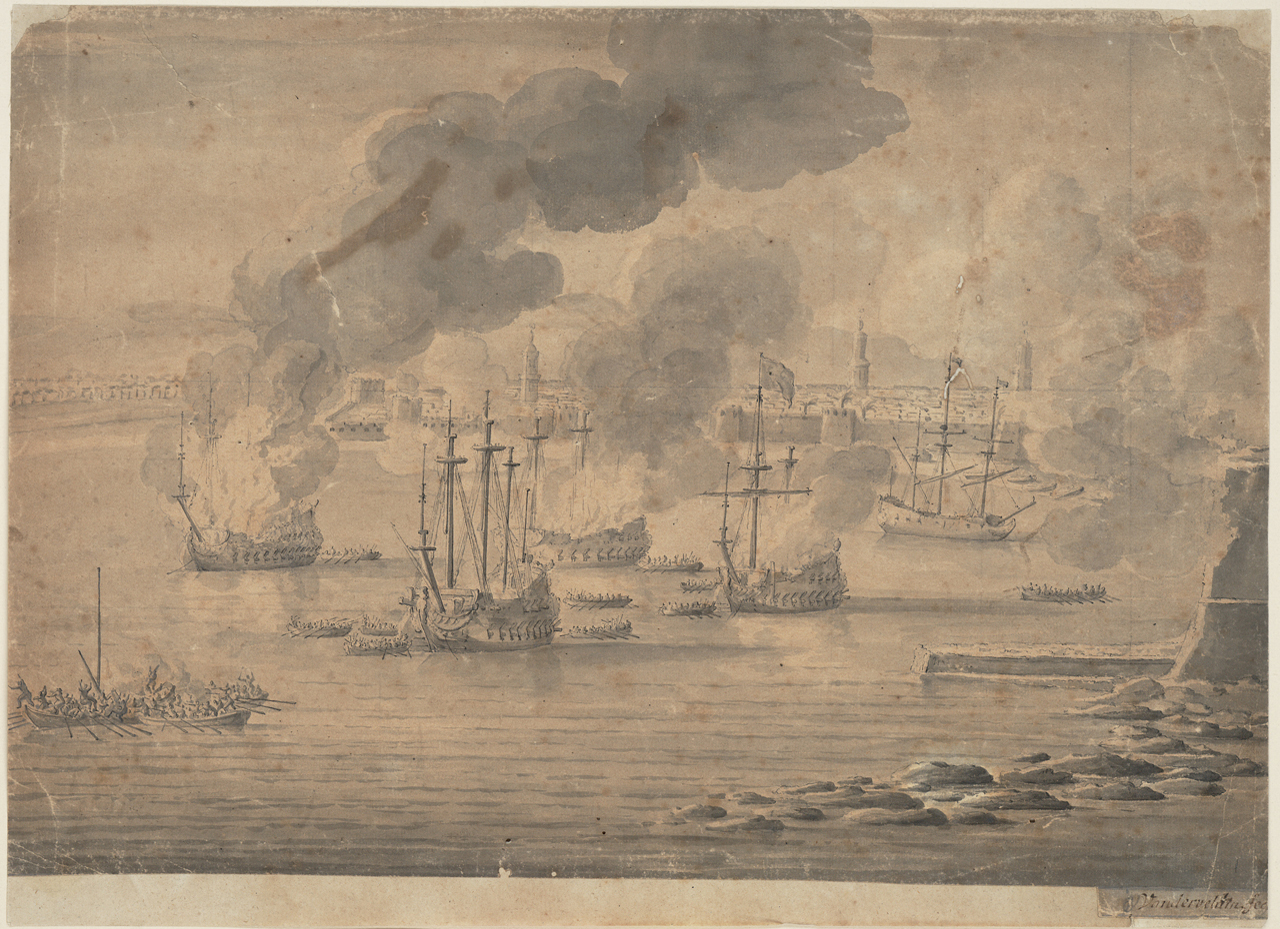
Zerstörung von vier Korsaren-Schiffen im Hafen von Tripolis im Januar 1676, Zeichnung von Willem van de Velde dem Jüngeren

Während des Dritten Englisch-Niederländischen Seekrieges (1672–1674) war Narborough Zweiter Kapitän auf dem Flaggschiff Prince des kommandierenden Admirals James, Duke of York and Albany und bewies in der Seeschlacht in der Solebay (Southwold Bay) im Mai 1672 so viel Mut, dass er wenig später zum Knight Bachelor geschlagen und zum Konteradmiral ernannt wurde, während der erste Kapitän, John Cox, in der Schlacht fiel.
1675 wurde er ausgesandt, um als Admiral die Barbaresken-Korsaren von Tripolis zu bekämpfen. Er ernannte den noch sehr jungen Kapitänleutnant Cloudesley Shovell zum Unterhändler, was der Dey als Beleidigung empfand. Dieser kundschaftete jedoch im Rahmen seiner Mission den Hafen aus. Am  4. Mai nachts schickte Narborough Kanonenboote in den Hafen von Tripolis und  Shovell setzte die dortigen Schiffe in Brand. So konnte Narborough den Dey zu einem Abkommen zwingen. 1676 unternahm er eine ähnliche Expedition nach Algier.
Im Jahr 1680 wurde er zum Oberkommissar der königlichen Marine ernannt und behielt dieses Amt bis zu seinem Tod im Jahr 1688. Er unterstützte englische Schatzsucher in Neuengland, die Wracks im Sturm havarierter Schiffe der spanischen Schatzflotte ausplünderten. Bei der Rückkehr aus Neuengland im Mai 1688 erkrankte er und starb auf See. Er hatte das Anwesen Knowlton Court in Kent erworben und wurde in der dortigen Pfarrkirche bestattet. Seine Witwe heiratete Cloudesley Shovell.

## Ehrungen
Der englische Seeräuber William Ambrosia Cowley benannte die drittgrößte Insel des Galápagos-Inseln Narborough. Sie ist heute unter dem Namen Fernandina bekannt.

## Werke
- An Account of several late Voyages and Discoveries to the South and North. London 1694.
- Draught of the Port of Baldavia in the Coast of Chile in the South west Parte of Amarica. (1670), Karte (British Library, Add MS 88980D).
- Narbrough, John 1676. A particular narrative of the burning in the port of Tripoli, four men of war, belonging to those corsairs by sir John Narbrough, admiral of his majesties fleet in the mediterranean, on the 14th of january, 1675/6; together with an account of his taking afterwards five barks laden with corn, and of his farther action on that coast. London, In the Savoy, Printed by Tho. Newcomb, 1676. ProQuest, Online.
- Teile des Logbuches von Narborough auf der Sweepstakes befinden sich in der Bodleiana in Oxford, eine unpublizierte Kopie in der British Library (BL Add. MS 88980)[10].